# 米本和広
米本 和広（よねもと かずひろ、1950年 - ）は、日本のジャーナリスト。

## 経歴
島根県生まれ。横浜市立大学卒。繊研新聞記者を経てフリーのルポライターとなる。
本来は経済関係が専門だったが、幸福の科学の取材をきっかけに、新宗教やカルトの問題をも多く扱うようになった。1997年、「巨大カルト集団ヤマギシ「超洗脳」ルポ」（VIEWS）にて編集者が選ぶ雑誌ジャーナリズム賞企画部門受賞。
『月刊現代』2004年11月号に発表した「書かれざる『宗教監禁』の恐怖と悲劇」を機に、世界基督教統一神霊協会（統一教会、現在の世界平和統一家庭連合）の信者を強制的に脱会させる活動を拉致監禁と主張する本を出版し、それまでのカルト批判の立場に加えて、反統一教会・反カルト陣営の活動も問題視するようになった（統一教会信徒の拉致監禁問題）。統一教会の公式サイトでも米本の活動が複数回取り上げられている。
米本の書いた書籍などに対して、カルトと指摘されたヤマギシ会、ライフスペース、幸福の科学が裁判を起こしたが、いずれも棄却判決（筆者勝訴）となっている。

## 統一教会へのマスコミ報道
米本は、新宗教の研究はマスコミ報道抜きにはできないが、統一教会はとりわけそうであると述べている。1992年から始まった、芸能人の桜田淳子や新体操選手の山崎浩子などへの報道合戦は、当初の興味本位のゴシップとしての扱いから、激しい統一教会バッシングに変わり、1995年のオウム真理教の地下鉄サリン事件まで途切れることなく続いたとしている。米本は、思想家の吉本隆明や作家・「プレジデント」元編集長の諸井薫ら著名人らは、その異常なバッシングに疑問の声を上げていたが、歯牙にもかけられない雰囲気であったと述べている。
パラグアイの土地管理会社の社長であった教会員が2007年に身代金目的で誘拐された際には、当人がまだ解放されていない段階で週刊誌が「身から出たサビ」と報道し、統一教会は抗議文を送った。
米本は、バッシングのすさまじさを、戦後最も叩かれた宗教団体である創価学会の25年分に匹敵する記事量が、4年間で集中してなされたと表現している。これら一連の報道で、統一教会は邪悪な集団というイメージが社会に定着したとしている。

## 主な著書
- 『これで日本一！―業界名人たちが明かす創意工夫』世界文化社、1989年12月 ISBN 4418896112
- 『大川隆法の霊言―神理百問百答』（島田裕巳との共著 ）JICC出版局、1992年1月 ISBN 4796602569
- 『平成サラリーマンのサバイバル白書』講談社、1994年5月 ISBN 4062070561
- 『洗脳の楽園―ヤマギシ会という悲劇』洋泉社、1997年12月 ISBN 4796615741
  - 『洗脳の楽園 : ヤマギシ会という悲劇 増補・改訂版』宝島社文庫、宝島社、1999年9月  同名書 (ISBN 4896912950) の増補改訂文庫化。
  - 『新装版　洗脳の楽園―ヤマギシ会という悲劇』情報センター出版局、2007年10月 ISBN 4795847827
- 『教祖逮捕―「カルト」は人を救うか』宝島社、2000年3月 ISBN 4796617191
- 『カルトの子―心を盗まれた家族』文藝春秋、2000年12月 ISBN 4167656930
  - 『カルトの子 : 心を盗まれた家族』文春文庫、文藝春秋、2004年2月　 同名書 (ISBN 4163563709) の文庫化
  - 『カルトの子 : 心を盗まれた家族』論創ノンフィクション009、論創社、2021年2月
- 『我らの不快な隣人―統一教会から「救出」されたある女性信者の悲劇』情報センター出版局、2008年7月 ISBN 4795847622